# Villanueva Tobera
Villanueva Tobera, también conocida como Villanueva (Billa en euskera, a veces Billa Tobera) es una localidad situada en la provincia de Burgos, comunidad autónoma de Castilla y León (España), comarca de Ebro, partido judicial de Miranda, ayuntamiento de Condado de Treviño.

## Geografía
Situada en el valle del río Rojo (afluente del río Ayuda por su margen izquierda), también llamado del "tenebrón" por los lugareños, sigue aproximadamente una orientación este-oeste. En el límite oeste linda con las localidades de Tobera, Santurde y Mijancas de la provincia de Álava y las treviñesas de Taravero, San Martín Zar, Caricedo hoy despoblado y Arana hacia el este.

## Situación administrativa
Entidad Local Menor cuyo alcalde pedáneo es Carlos Soleto Ordax de la Agrupación de Electores de Villanueva Tobera (AEVINITU).

## Parroquia
Iglesia parroquial de San Vicente Mártir en el Arcipestrazgo de Ribera-Treviño, diócesis de Vitoria.

## Demografía
Evolución de la población
| Gráfica de evolución demográfica de Villanueva Tobera entre 2000 y 2017 |
|                                                                         |
| Población de derecho (2000-2017) según el padrón municipal del INE      |

## Historia
Así se describe a Villanueva Tobera en el tomo XVI del Diccionario geográfico-estadístico-histórico de España y sus posesiones de Ultramar, obra impulsada por Pascual Madoz a mediados del siglo XIX:

Lugar en la provincia, audiencia territorial, capitanía general de Burgos (18 leguas), partido judicial de Miranda de Ebro (4), ayuntamiento y condado de Treviño (1 ½), diócesis de Calahorra (16). Situado en un barranco con buena ventilación y clima frío pero sano, y sujeto a constipados. Tiene 16 casas; escuela de instrucción primaria común a ambos sexos; una iglesia parroquial (San Vicente mártir) servida por un beneficiado con la cura de almas, y un sacristán, y junto a ella un cementerio en buen estado. El término confían N Carricedo; E Tarabero; S Berganzo, y O Santa María; en él se encuentra una ermita derruida (San Julián). El terreno aunque escabroso es de buena calidad, y disfruta de regadío para las huertas, por las aguas de un arroyo que baja de la parte montuosa, la cual abunda de encinas, robles y pinos. Los caminos son locales. El correo se recibe de Treviño. Producciones: cereales, legumbres y patatas; cría ganado lanar, cabrío, mular y vacuno; caza menor y pesca de anguilas. Población: 11 vecinos, 50 almas. Capital productivo: 5.300 reales. Imponible: 777.
Diccionario geográfico-estadístico-histórico de España y sus posesiones de Ultramar